# Zygmunt Jackiewicz
Zygmunt Jackiewicz (zm. 16 stycznia 2021) – polski chirurg, dr habilitowany.

## Życiorys
Obronił pracę doktorską, następnie uzyskał stopień doktora habilitowanego. Został zatrudniony na stanowisku docenta w I Klinice Chirurgii Ogólnej AMG.
Zmarł 16 stycznia 2021.

## Odznaczenia
- 1975: Medal XXX-lecia AMG[1]
- 1974: Złoty Krzyż Zasługi[1]